# Receptor de histamina
Os receptores de histamina são proteínas localizadas na superfície das células que respondem à presença do neurotransmissor histamina. A histamina é uma molécula bioativa envolvida em uma variedade de processos fisiológicos, incluindo regulação imunológica, resposta inflamatória e modulação da função gastrointestinal. Existem quatro principais subtipos de receptores de histamina, designados como H1, H2, H3 e H4, cada um com características distintas e funções específicas.
A histamina é sintetizada principalmente em células chamadas mastócitos e basófilos. Essas células são encontradas em vários tecidos do corpo, mas são especialmente abundantes em locais onde o corpo está em contato direto com o ambiente externo, como a pele, os pulmões e o trato gastrointestinal.  

## Tipos
| Receptor | Mecanismo | Função | Antagonistas                                                                      |
| -------- | --------- | --- | --------------------------------------------------------------------------------- |
| H1       | Gq        | - contração do íleo - modula o ciclo circadiano - vasodilatação sistêmica - broncoconstricção (asma)                                                                                   | - Antagonistas do receptor H1 - Difenidramina - Loratadina - Cetirizina           |
| H2       | Gs ↑ Ca2+ | - acelera a frequência cardíaca - estimula a secreção de ácido gástrico - relaxa a musculatura lisa - inibe a síntese de anticorpos, proliferação de células T e produção de citocinas | - Antagonistas do receptor H2 - Ranitidina - Cimetidina                           |
| H3       | Gi        | - Neurotransmissor no SNC - Autorreceptor pré-sináptico | - Antagonistas do receptor H3 - ABT-239 - Ciproxifan - Clobenpropit - Tioperamida |
| H4       | Gi        | - media a quimiotaxia dos mastócitos | - Antagonistas do receptor H4 - Tioperamida - JNJ 7777120                         |

A histamina pode interagir com seus receptores (H1, H2, H3 e H4) em várias células e tecidos, desencadeando respostas específicas dependendo do local e do tipo de receptor envolvido. Essa regulação é crucial para a homeostase e respostas adaptativas do organismo a vários estímulos, mas também pode contribuir para condições como alergias e distúrbios inflamatórios quando desregulada.

### 1. Receptor H1
Localização:
- Encontrado em tecidos periféricos, músculos lisos, vasos sanguíneos e sistema nervoso central.

Funções Principais:
- Resposta Alérgica: Desempenha um papel central nas reações alérgicas, causando sintomas como coceira, edema e erupções cutâneas.
- Contração Muscular: Está envolvido na contração de músculos lisos, contribuindo para a resposta inflamatória.

### 2. Receptor H2
Localização:
- Predominantemente no estômago, músculo cardíaco e trato gastrointestinal.

Funções Principais:
- Regulação da Acidez Gástrica: Influencia a secreção ácida no estômago, desempenhando um papel crucial na digestão.
- Modulação Cardiovascular: Participa na regulação de algumas funções cardiovasculares.

### 3. Receptor H3
Localização:
- Principalmente no sistema nervoso central, mas também encontrado em alguns tecidos periféricos.

Funções Principais:
- Autoregulação Neural: Age como um autoreceptor, modulando a liberação de histamina e outros neurotransmissores no sistema nervoso central.
- Regulação do Sono e Vigília: Está envolvido na regulação do ciclo sono-vigília.

### 4. Receptor H4
Localização:
- Principalmente em células do sistema imunológico e em alguns tecidos periféricos.

Funções Principais:
- Resposta Imune: Desempenha um papel na regulação da resposta imune, influenciando a migração de células inflamatórias.
- Modulação de Reações Alérgicas: Participa na modulação de reações alérgicas e inflamatórias.